# Ty Emberson
Ty Emberson (Eau Claire, Wisconsin, 23 de mayo de 2000) es un jugador profesional estadounidense de hockey sobre hielo que se desempeña en la posición de defensor derecho en San Jose Sharks, equipo de la National Hockey League (NHL).

## Carrera
Fue seleccionado en la tercera ronda en la NHL Entry Draft de 2018. En 2023 hizo su debut profesional con el equipo San Jose Sharks, donde lleva jugando una temporada.